# Boris Becker
Boris Becker (født 22. november 1967 i Leimen, Tyskland) er en tysk tennisspiller, Boris Becker blev verdenskendt, da han i 1985 i en alder af bare 17 år blev den hidtil yngste vinder af Wimbledon. 

## Karriere
Efter Wimbledon-sejren i 1985 gentog Becker bedriften i 1986 for året efter sensationelt at blive slået ud allerede i anden runde. I 1989 vandt Becker endnu en gang Wimbledon, hvilket også skulle vise sig at være den sidste. Becker nåede i alt at spille syv wimbledonfinaler. 
De hurtige underlag som græs og mange indendørsunderlag var Beckers foretrukne. Her kunne han med sin store serv og sit stærke flugtspil dominere de fleste spillere – den store serv gav ham i øvrigt tilnavnet "Boom Boom". På den langsomme grusoverflade havde Becker det derimod svært, og det lykkedes ham aldrig at vinde en ATP-titel på grus. Han var dog tæt på i 1995, hvor han i finalen i den prestigefylde Monte Carlo-turnering havde matchbold mod den østrigske grusspecialist Thomas Muster. Becker lavede imidlertid en dobbeltfejl, hvorefter det alligevel lykkedes Muster at hive sejren og dermed titlen i land.
Becker vandt i alt 49 ATP-titler i sin karriere, hvilket bl.a. inkluderede seks Grand Slamtitler (Wimbledon 1985, 1986, 1989; US Open 1989; Australian Open 1991, 1996).
Becker var desuden med på det tyske hold, der vandt Davis Cup i 1988 og 1989. Becker var i flere omgange nummer et på verdensranglisten i 1991, en placering han dog kun kunne smykke sig af i sammenlagt ti uger. I 1999 indstillede Becker sin karriere på ATP-touren efter at have tabt til Patrick Rafter i fjerde runde af Wimbledon.

### OL
Becker deltog i OL 1992 i Barcelona, hvor han stillede op i single og var femteseedet. Han tabte dog allerede i tredje runde til franske Fabrice Santoro. Desuden stillede han op i herredouble sammen med sin landsmand og rival, Michael Stich. De to spillede kun sjældent double sammen, men ved OL spillede de sig hele vejen til finalen, hvor de besejrede sydafrikanerne Wayne Ferreira og Pietie Norval med 7-6, 4-6, 7-6, 6-3 og blev dermed overraskende olympiske mestre.

## Efter tenniskarrieren
Efter han afsluttede den aktive karriere, var Becker i en periode ekspertkommentator på BBC. 
I 2002 blev han dømt for skattesnyd i hjemlandet Tyskland, og i 2017 blev han erklæret personlig konkurs. I 2022 blev han ved en ret i London dømt for at have holdt nogle af sine værdier skjult i forbindelse med konkursen, hvilket kostede ham en fængselsdom på to og et halvt års fængsel.